# Чемпіонат світу з футболу 1998 (кваліфікаційний раунд, АФК)
У рамках відбіркового турніру до чемпіонату світу з футболу 1998 футбольні збірні країн Азії (зона АФК) змагалися за три місця у фінальній частині чемпіонату світу з футболу 1998, а також за одне місце у міжконтинентальному плей-оф.
У результаті кваліфікаційного раунду напряму учасниками фінальної частини чемпіонату світу 1998 року від конфедерації АФК стали збірні Саудівської Аравії, Японії та Південної Кореї. Згодом завдяки перемозі у плей-оф АФК — ОФК четвертим представником Азії на мундіалі стала збірна Ірану.

## Формат
Загалом участь у відбірковому турнірі взяли 36 команд.
Змагання відбувалося у три раунди:
- Перший раунд: 36 команд булі розподілені між 10 групами з 3 або 4 команд у кожній. До фінального раунду виходили переможці кожної групи.
- Фінальний раунд: 10 команд-учасниць були розділені на 2 групи з 5 команд. Переможці кожної із груп напряму кваліфікувалися до фінальної частини чемпіонату світу, а команди, що посіли другі місця, ставали учасниками раунду плей-оф.
- Плей-оф: дві команди-учасниці проводили одну гру на нейтральному полі. Переможець напряму виходив до фінальної частини світової першості, а команда, що програла, ставала учасником міжконтинентальному плей-оф АФК — ОФК.

## Перший раунд
| Легенда | Легенда                                      |
| ------- | -------------------------------------------- |
|         | Переможці груп виходили до Фінального раунду |

### Група 1
| Поз | Команда           | І | В | Н | П | ГЗ | ГП | РГ  | О  | Кваліфікація |
| --- | ----------------- | - | - | - | - | -- | -- | --- | -- | ------------ |
| 1   | Саудівська Аравія | 6 | 5 | 1 | 0 | 18 | 1  | +17 | 16 |              |
| 2   | Малайзія          | 6 | 3 | 2 | 1 | 5  | 3  | +2  | 11 |              |
| 3   | Китайський Тайбей | 6 | 1 | 1 | 4 | 4  | 13 | −9  | 4  |              |
| 4   | Бангладеш         | 6 | 1 | 0 | 5 | 4  | 14 | −10 | 3  |              |

| 16 березня 1997 |

| Китайський Тайбей | 0–2    | Саудівська Аравія           |
| ----------------- | ------ | --------------------------- |
|                   | (Звіт) | У. Ад-Досарі 34' Суваєд 37' |

| Шах-Алам, Шах-Алам Глядачів: 15,000 Арбітр: Хіроюкі Умемото (Японія) |

| 16 березня 1997 |

| Малайзія                  | 2–0    | Бангладеш |
| ------------------------- | ------ | --------- |
| Азман 43' Абдул Карім 87' | (Звіт) |           |

| Шах-Алам, Шах-Алам Глядачів: 25,000 Арбітр: Вей Їхон (Китай) |

| 18 березня 1997 |

| Бангладеш      | 1–3    | Китайський Тайбей                                   |
| -------------- | ------ | --------------------------------------------------- |
| Джюел Рана 56' | (Звіт) | Лінь Веньхань 59' Хуан Че-Мін 62' Чжень Ґуйжень 78' |

| Шах-Алам, Шах-Алам Глядачів: 10,000 |

| 18 березня 1997 |

| Малайзія | 0–0    | Саудівська Аравія |
| -------- | ------ | ----------------- |
|          | (Звіт) |                   |

| Шах-Алам, Шах-Алам Глядачів: 20,000 Арбітр: Хіроюкі Умемото (Японія) |

| 20 березня 1997 |

| Бангладеш      | 1–4    | Саудівська Аравія                                           |
| -------------- | ------ | ----------------------------------------------------------- |
| Джюел Рана 44' | (Звіт) | Аль-Муваллід 20' Ат-Темаві 27' Суваєд 65' Аль-Мехаллель 73' |

| Шах-Алам, Шах-Алам Глядачів: 5,000 Арбітр: Фон Фатва (Гонконг) |

| 20 березня 1997 |

| Малайзія                | 2–0    | Китайський Тайбей |
| ----------------------- | ------ | ----------------- |
| Че Замбіл 2' Сулонг 16' | (Звіт) |                   |

| Шах-Алам, Шах-Алам Глядачів: 10,293 Арбітр: Ахмед Ібрагім Хакім (ОАЕ) |

| 27 березня 1997 |

| Китайський Тайбей | 0–0    | Малайзія |
| ----------------- | ------ | -------- |
|                   | (Звіт) |          |

| Абдулли аль-Файсала, Джидда Глядачів: 20,000 Арбітр: Мохамед Бін Хаміс Аль-Кабі (Оман) |

| 27 березня 1997 |

| Саудівська Аравія                | 3–0    | Бангладеш |
| -------------------------------- | ------ | --------- |
| Суваєд У. Ад-Досарі А. Ад-Досарі | (Звіт) |           |

| принца Абдулли аль-Файсала, Джидда Глядачів: 20,000 Арбітр: Ахмад Набіль Аяд (Ліван) |

| 29 березня 1997 |

| Саудівська Аравія                      | 3–0    | Малайзія |
| -------------------------------------- | ------ | -------- |
| Аль-Муваллід 59', 85' У. Ад-Досарі 87' | (Звіт) |          |

| принца Абдулли аль-Файсала, Джидда Глядачів: 15,000 Арбітр: Піром Ун-Прасерт (Таїланд) |

| 29 березня 1997 |

| Китайський Тайбей | 1–2    | Бангладеш          |
| ----------------- | ------ | ------------------ |
| Хсю Темін         | (Звіт) | Альфаз Ахмед Накіб |

| принца Абдулли аль-Файсала, Джидда Глядачів: 2,000 Арбітр: Омар Абу Лом (Йорданія) |

| 31 березня 1997 |

| Бангладеш | 0–1    | Малайзія |
| --------- | ------ | -------- |
|           | (Звіт) | Зайнал   |

| принца Абдулли аль-Файсала, Джидда Глядачів: 6,000 Арбітр: Піром Ун-Прасерт (Таїланд) |

| 31 березня 1997 |

| Саудівська Аравія                                                        | 6–0    | Китайський Тайбей |
| ------------------------------------------------------------------------ | ------ | ----------------- |
| Аль-Джабер 3', 16', 63' Аль-Муваллід 5' А. Ад-Досарі 30' Аль-Захрані 46' | (Звіт) |                   |

| принца Абдулли аль-Файсала, Джидда Глядачів: 9,000 Арбітр: Кім Йон Джо (Південна Корея) |

### Група 2
| Поз | Команда    | І | В | Н | П | ГЗ | ГП | РГ  | О  | Кваліфікація |
| --- | ---------- | - | - | - | - | -- | -- | --- | -- | ------------ |
| 1   | Іран       | 6 | 5 | 1 | 0 | 39 | 3  | +36 | 16 |              |
| 2   | Сирія      | 6 | 3 | 1 | 2 | 30 | 5  | +25 | 10 |              |
| 3   | Киргизстан | 6 | 3 | 0 | 3 | 12 | 14 | −2  | 9  |              |
| 4   | Мальдіви   | 6 | 0 | 0 | 6 | 0  | 59 | −59 | 0  |              |

| 2 червня 1997 16:30 |

| Мальдіви | 0–17   | Іран |
| -------- | ------ | --- |
|          | (Звіт) | Багері 9', 13', 16', 60', 66', 67', 86' Естілі 29', 47', 55' Азізі 35', 36' Шахруді 56' Магдавікія 63' Даеї 75', 77' Мінаванд 87' |

| Аббасіїн, Дамаск Глядачів: 7,000 Арбітр: Ан Вон Кі (Південна Корея) |

Примітка: Результат матчу оновив рекорд найбільшої різниці голів в офіційних іграх збірних, який попередньо належав матчу Данії проти Франції на Олімпійських іграх 1908 року (17:1).
| 2 червня 1997 |

| Сирія | 3–0 Технічна перемога | Киргизстан |
| ----- | --------------------- | ---------- |
|       |                       |            |

| Аббасіїн, Дамаск |

| 4 червня 1997 |

| Сирія                                                                                                  | 12–0   | Мальдіви |
| --- | ------ | -------- |
| Ас-Саїд 7', 13' Джохадар 9', 37', 89' Ріфаї 10' Джаббан 12', 78' Срур 21' Аль-Захер 49' Босхі 70', 79' | (Звіт) |          |

| Аббасіїн, Дамаск Глядачів: 15,000 Арбітр: Еса Мохамед Салех (ОАЕ) |

| 4 червня 1997 15:30 |

| Киргизстан | 0–7    | Іран                                                              |
| ---------- | ------ | ----------------------------------------------------------------- |
|            | (Звіт) | Багері 35', 51' Даеї 57' Маджіді 68', 88' Мінаванд 76' Мусаві 82' |

| Аббасіїн, Дамаск Глядачів: 8,000 Арбітр: Шамсул Майдін (Сінгапур) |

| 6 червня 1997 17:30 |

| Сирія | 0–1    | Іран     |
| ----- | ------ | -------- |
|       | (Звіт) | Даеї 65' |

| Аббасіїн, Дамаск Глядачів: 33,000 Арбітр: Масайосі Окада (Японія) |

| 6 червня 1997 |

| Киргизстан                           | 3–0    | Мальдіви |
| ------------------------------------ | ------ | -------- |
| Корзанов 4' Мерзлікін 24' Юсупов 28' | (Звіт) |          |

| Аббасіїн, Дамаск Глядачів: 7,000 Арбітр: Ван Сюечжи (Китай) |

| 9 червня 1997 19:00 |

| Іран                     | 3–1    | Киргизстан |
| ------------------------ | ------ | ---------- |
| Азізі 3', 77' Багері 52' | (Звіт) | Куцов 16'  |

| Азаді, Тегеран Глядачів: 50,000 Арбітр: Піром Ун-Прасерт (Таїланд) |

| 9 червня 1997 |

| Мальдіви | 0–12   | Сирія                                                                                                 |
| -------- | ------ | --- |
|          | (Звіт) | Аль-Ага 24', 50' Діб 55' Талеб 60' Ас-Саїд 62', 63', 87' Ріхаві 66' Абраш 80', 90' Аль-Захер 85', 89' |

| Азаді, Тегеран Глядачів: 25,000 Арбітр: Мохамед Назрі Абдулла (Малайзія) |

| 11 червня 1997 19:00 |

| Іран                                                                                 | 9–0    | Мальдіви |
| ------------------------------------------------------------------------------------ | ------ | -------- |
| Мансурян 15', 44' Багері 22', 39' Даеї 33', 43' Магдавікія 38' Шахруді 68' Азізі 87' | (Звіт) |          |

| Азаді, Тегеран Глядачів: 30,000 Арбітр: Мохамед Санхуб (Ємен) |

| 11 червня 1997 |

| Киргизстан             | 2–1    | Сирія     |
| ---------------------- | ------ | --------- |
| Сардаров 76' Куцов 89' | (Звіт) | Босхі 84' |

| Азаді, Тегеран Глядачів: 15,000 Арбітр: Ю Цзінінь (Китай) |

| 13 червня 1997 |

| Іран                     | 2–2    | Сирія                 |
| ------------------------ | ------ | --------------------- |
| Шахруді 10' Мансурян 30' | (Звіт) | Босхі 11' Ас-Саїд 39' |

| Азаді, Тегеран Глядачів: 100,000 Арбітр: Мохамед Назрі Абдулла (Малайзія) |

| 13 червня 1997 |

| Мальдіви | 0–6    | Киргизстан                                                       |
| -------- | ------ | ---------------------------------------------------------------- |
|          | (Звіт) | Мерзлікін 14' Чертков 22' Куцов 26' Хайтбаєв 47', 89' Іванов 47' |

| Азаді, Тегеран Глядачів: 70,000 Арбітр: Фахед Ад-Дамісі (Йорданія) |

### Група 3
| Поз | Команда  | І | В | Н | П | ГЗ | ГП | РГ | О  | Кваліфікація |
| --- | -------- | - | - | - | - | -- | -- | -- | -- | ------------ |
| 1   | ОАЕ      | 4 | 3 | 1 | 0 | 7  | 1  | +6 | 10 |              |
| 2   | Йорданія | 4 | 1 | 1 | 2 | 4  | 4  | 0  | 4  |              |
| 3   | Бахрейн  | 4 | 1 | 0 | 3 | 3  | 9  | −6 | 3  |              |

| 8 квітня 1997 |

| Йорданія | 0–0    | ОАЕ |
| -------- | ------ | --- |
|          | (Звіт) |     |

| Національний стадіон, Ріффа Глядачів: 3,000 Арбітр: Омер Аль-Механнах (Саудівська Аравія) |

| 11 квітня 1997 |

| Бахрейн    | 1–2    | ОАЕ              |
| ---------- | ------ | ---------------- |
| Дарвіш 84' | (Звіт) | Абдулла 18', 57' |

| Національний стадіон, Ріффа Глядачів: 18,000 Арбітр: Лу Цзюнь (Китай) |

| 14 квітня 1997 |

| Бахрейн        | 1–0    | Йорданія |
| -------------- | ------ | -------- |
| Аль-Досері 27' | (Звіт) |          |

| Національний стадіон, Ріффа Глядачів: 4,000 Арбітр: Ескандар Хаммаль (Сирія) |

| 19 квітня 1997 |

| Йорданія                                   | 4–1    | Бахрейн   |
| ------------------------------------------ | ------ | --------- |
| Тадрус 14', 89' Аль-Шейх 33' Аль-Хатіб 88' | (Звіт) | Рашед 43' |

| Спортивний стадіон, Шарджа Глядачів: 4,000 Арбітр: Менфі Реда Фалах (Ірак) |

| 22 квітня 1997 |

| ОАЕ                       | 3–0    | Бахрейн |
| ------------------------- | ------ | ------- |
| Саїд 14' Мубарак 50', 60' | (Звіт) |         |

| Спортивний стадіон, Шарджа Глядачів: 12,000 Арбітр: Кійосі Ота (Японія) |

| 26 квітня 1997 |

| ОАЕ                        | 2–0    | Йорданія |
| -------------------------- | ------ | -------- |
| Ат-Тальяні 27' Мубарак 88' | (Звіт) |          |

| Спортивний стадіон, Шарджа Глядачів: 12,000 Арбітр: Хоссеїн Асгарі (Іран) |

### Група 4
| Поз | Команда | І | В | Н | П | ГЗ | ГП | РГ  | О  | Кваліфікація |
| --- | ------- | - | - | - | - | -- | -- | --- | -- | ------------ |
| 1   | Японія  | 6 | 5 | 1 | 0 | 31 | 1  | +30 | 16 |              |
| 2   | Оман    | 6 | 4 | 1 | 1 | 14 | 2  | +12 | 13 |              |
| 3   | Макао   | 6 | 1 | 1 | 4 | 3  | 28 | −25 | 4  |              |
| 4   | Непал   | 6 | 0 | 1 | 5 | 2  | 19 | −17 | 1  |              |

| 23 березня 1997 |

| Непал     | 1–1    | Макао    |
| --------- | ------ | -------- |
| Хадка 23' | (Звіт) | Чеан 13' |

| Султан Кабус, Маскат Глядачів: 500 Арбітр: Махмуд Нурілддін (Ірак) |

| 23 березня 1997 |

| Оман | 0–1    | Японія    |
| ---- | ------ | --------- |
|      | (Звіт) | Омура 10' |

| Султан Кабус, Маскат Глядачів: 2,000 Арбітр: Нік Ахмад Хаджі Якуб (Малайзія) |

| 25 березня 1997 |

| Макао | 0–10   | Японія                                                                             |
| ----- | ------ | ---------------------------------------------------------------------------------- |
|       | (Звіт) | Акіта 1' Такаґі 14', 33', 72' Сома 45' Міура 54', 89' Морісіма 80', 82' Нанамі 86' |

| Султан Кабус, Маскат Глядачів: 600 Арбітр: Ван Цзінінь (Китай) |

| 25 березня 1997 |

| Оман            | 1–0    | Непал |
| --------------- | ------ | ----- |
| Аль-Бусаїді 75' | (Звіт) |       |

| Султан Кабус, Маскат Глядачів: 1,000 Арбітр: Юсеф Шайхо (Сирія) |

| 27 березня 1997 |

| Непал | 0–6    | Японія                                                |
| ----- | ------ | ----------------------------------------------------- |
|       | (Звіт) | Морісіма 24' Такаґі 47', 55', 89' Омура 76' Хонда 90' |

| Султан Кабус, Маскат Глядачів: 500 Арбітр: Сардар Наджафалієв (Узбекистан) |

| 27 березня 1997 |

| Оман                                      | 4–0    | Макао |
| ----------------------------------------- | ------ | ----- |
| Самір 32' Ас-Сіябі 42', 56' Абдул Нор 83' | (Звіт) |       |

| Султан Кабус, Маскат Глядачів: 0 Арбітр: Махмуд Нурілддін (Ірак) |

| 22 червня 1997 |

| Японія                                                                      | 10–0   | Макао |
| --------------------------------------------------------------------------- | ------ | ----- |
| Наката 17', 61' Нісідзава 21' Міура 23', 29', 44', 57', 62', 79' Нанамі 42' | (Звіт) |       |

| Олімпійський стадіон, Токіо Глядачів: 27,342 Арбітр: Алі Нагі Мостафанежад (Іран) |

| 22 червня 1997 |

| Непал | 0–6    | Оман                                                                              |
| ----- | ------ | --------------------------------------------------------------------------------- |
|       | (Звіт) | Шак'я 1' (аг) Аль-Бусаїді 13' Ахмед Хассан 17', 50' Аль-Араїмі 73' Аль-Масорі 78' |

| Олімпійський стадіон, Токіо Глядачів: 15,875 Арбітр: Сунь Баоцзі (Китай) |

| 25 червня 1997 |

| Японія                       | 3–0    | Непал |
| ---------------------------- | ------ | ----- |
| Нісідзава 44' Міура 72', 87' | (Звіт) |       |

| Олімпійський стадіон, Токіо Глядачів: 28,360 Арбітр: Абаяванса Махасена Япа (Шрі-Ланка) |

| 25 червня 1997 |

| Макао | 0–2    | Оман                            |
| ----- | ------ | ------------------------------- |
|       | (Звіт) | Аль-Араїмі 44' Ахмед Хассан 89' |

| Олімпійський стадіон, Токіо Глядачів: 8,737 Арбітр: Махмуд Аль-Ріфаї (Сирія) |

| 28 червня 1997 |

| Японія    | 1–1    | Оман      |
| --------- | ------ | --------- |
| Наката 4' | (Звіт) | Самір 63' |

| Олімпійський стадіон, Токіо Глядачів: 48,839 Арбітр: Селеараджен Субраманіам (Малайзія) |

| 28 червня 1997 |

| Макао                             | 2–1    | Непал            |
| --------------------------------- | ------ | ---------------- |
| Че Чи Ман 78' Да Круз Мартінс 89' | (Звіт) | Депак Аматья 19' |

| Олімпійський стадіон, Токіо Глядачів: 22,972 |

### Група 5
| Поз | Команда    | І | В | Н | П | ГЗ | ГП | РГ  | О  | Кваліфікація |
| --- | ---------- | - | - | - | - | -- | -- | --- | -- | ------------ |
| 1   | Узбекистан | 6 | 5 | 1 | 0 | 20 | 3  | +17 | 16 |              |
| 2   | Ємен       | 6 | 2 | 2 | 2 | 10 | 7  | +3  | 8  |              |
| 3   | Індонезія  | 6 | 1 | 4 | 1 | 11 | 6  | +5  | 7  |              |
| 4   | Камбоджа   | 6 | 0 | 1 | 5 | 2  | 27 | −25 | 1  |              |

| 6 квітня 1997 |

| Індонезія                                                   | 8–0    | Камбоджа |
| ----------------------------------------------------------- | ------ | -------- |
| Путро 1' Лубіс 6', 52' Путірай 12', 44', 70' Вабія 31', 36' | (Звіт) |          |

| Гелора Бунг Карно, Джакарта Глядачів: 25,000 Арбітр: Шамсул Майдін (Сінгапур) |

| 13 квітня 1997 |

| Індонезія | 0–0    | Ємен |
| --------- | ------ | ---- |
|           | (Звіт) |      |

| Гелора Бунг Карно, Джакарта Глядачів: 25,000 Арбітр: Селеараджен Субраманіам (Малайзія) |

| 20 квітня 1997 |

| Камбоджа | 0–1    | Ємен        |
| -------- | ------ | ----------- |
|          | (Звіт) | Дарібан 39' |

| Олімпійський стадіон, Пномпень Глядачів: 20,000 |

| 27 квітня 1997 |

| Камбоджа    | 1–1    | Індонезія |
| ----------- | ------ | --------- |
| Сочетра 65' | (Звіт) | Путро 80' |

| Олімпійський стадіон, Пномпень Глядачів: 30,000 Арбітр: Лі Хайсен (Китай) |

| 9 травня 1997 |

| Ємен | 0–1    | Узбекистан  |
| ---- | ------ | ----------- |
|      | (Звіт) | Хасанов 27' |

| Альтавра, Сана Глядачів: 28,000 Арбітр: Юсеф Саваркех (Йорданія) |

| 16 травня 1997 |

| Ємен                                                           | 7–0    | Камбоджа |
| -------------------------------------------------------------- | ------ | -------- |
| Аль-Арікі 4', 13', 15', 83' Номан 50' Башафаль 55' Абдулла 65' | (Звіт) |          |

| Альтавра, Сана Глядачів: 40,000 Арбітр: Халед Далу (Сирія) |

| 25 травня 1997 |

| Узбекистан                                                       | 6–0    | Камбоджа |
| ---------------------------------------------------------------- | ------ | -------- |
| Ширшов 8' Хасанов 18' Лебедєв 38', 73' Федоров 45' Ірісметов 55' | (Звіт) |          |

| Пахтакор, Ташкент Глядачів: 53,000 Арбітр: Віктор Колпаков (Киргизстан) |

| 1 червня 1997 |

| Індонезія    | 1–1    | Узбекистан  |
| ------------ | ------ | ----------- |
| Судірман 34' | (Звіт) | Шацьких 74' |

| Гелора Бунг Карно, Джакарта Глядачів: 30,000 Арбітр: Кім Йон Кван (Південна Корея) |

| 13 червня 1997 |

| Ємен          | 1–1    | Індонезія |
| ------------- | ------ | --------- |
| Аль-Арікі 33' | (Звіт) | Путро 59' |

| Альтавра, Сана Глядачів: 35,000 Арбітр: Алі Аль Хосні Алі Бін Мубарак (Оман) |

| 20 червня 1997 |

| Узбекистан                    | 3–0    | Індонезія |
| ----------------------------- | ------ | --------- |
| Шацьких 12' Максудов 37', 87' | (Звіт) |           |

| Пахтакор, Ташкент Глядачів: 55,000 Арбітр: Джаляль Мораді (Іран) |

| 29 червня 1997 |

| Камбоджа    | 1–4    | Узбекистан                         |
| ----------- | ------ | ---------------------------------- |
| Сочетра 12' | (Звіт) | Маріфалієв 2', 60' Бозоров 9', 30' |

| Олімпійський стадіон, Пномпень Глядачів: 12,000 Арбітр: Абдул Шакор Балох (Пакістан) |

| 24 серпня 1997 |

| Узбекистан                                      | 5–1    | Ємен       |
| ----------------------------------------------- | ------ | ---------- |
| Shkvirin 8', 63' Shatskikh 55', 75' Bazarov 62' | (Звіт) | Зугаїр 30' |

| Пахтакор, Ташкент Глядачів: 20,000 Арбітр: СУлтан Муджаллі Аль-Аалак (Бахрейн) |

### Група 6
| Поз | Команда        | І | В | Н | П | ГЗ | ГП | РГ | О  | Кваліфікація |
| --- | -------------- | - | - | - | - | -- | -- | -- | -- | ------------ |
| 1   | Південна Корея | 4 | 3 | 1 | 0 | 9  | 1  | +8 | 10 |              |
| 2   | Таїланд        | 4 | 1 | 1 | 2 | 5  | 6  | −1 | 4  |              |
| 3   | Гонконг        | 4 | 1 | 0 | 3 | 3  | 10 | −7 | 3  |              |

| 22 лютого 1997 |

| Гонконг | 0–2    | Південна Корея                   |
| ------- | ------ | -------------------------------- |
|         | (Звіт) | Со Джон Вон 60' Чхве Мун Сік 75' |

| Гонконг Арбітр: Йосімі Огава (Японія) |

| 2 березня 1997 |

| Таїланд     | 1–3    | Південна Корея                               |
| ----------- | ------ | -------------------------------------------- |
| П'японг 48' | (Звіт) | Ро Сан Ре 18' Ха Сок Чу 74' Чхве Мун Сік 86' |

| Раджамангала, Бангкок Глядачів: 20,000 Арбітр: Лу Цзюнь (Китай) |

| 9 березня 1997 |

| Таїланд                   | 2–0    | Гонконг |
| ------------------------- | ------ | ------- |
| Кріссада 23' Натіпонг 79' | (Звіт) |         |

| Раджамангала, Бангкок Глядачів: 10,000 Арбітр: Абдул Азіз Аль-Дохаїл (Саудівська Аравія) |

| 30 березня 1997 |

| Гонконг                                     | 3–2    | Таїланд                    |
| ------------------------------------------- | ------ | -------------------------- |
| Лі Кіньву 23' Чен Сіньсю 48' Ау Вайлунь 88' | (Звіт) | Натіпонг 43' Чалермсан 70' |

| Гонконг Глядачів: 20,000 Арбітр: Назрі Абдулла Мохамед (Малайзія) |

| 28 травня 1997 |

| Південна Корея                                      | 4–0    | Гонконг |
| --------------------------------------------------- | ------ | ------- |
| Ю Сан Чхоль 25' Чхве Йон Су 39', 72' Пак Кон Ха 86' | (Звіт) |         |

| Теджон Глядачів: 20,000 Арбітр: Хуссейн Ісса (Ірак) |

| 1 червня 1997 |

| Південна Корея | 0–0    | Таїланд |
| -------------- | ------ | ------- |
|                | (Звіт) |         |

| Олімпійський стадіон, Сеул Глядачів: 20,000 Арбітр: Джамаль Аш-Шаріф (Сирія) |

### Група 7
| Поз | Команда  | І | В | Н | П | ГЗ | ГП | РГ | О  | Кваліфікація |
| --- | -------- | - | - | - | - | -- | -- | -- | -- | ------------ |
| 1   | Кувейт   | 4 | 4 | 0 | 0 | 10 | 1  | +9 | 12 |              |
| 2   | Ліван    | 4 | 1 | 1 | 2 | 4  | 7  | −3 | 4  |              |
| 3   | Сінгапур | 4 | 0 | 1 | 3 | 2  | 8  | −6 | 1  |              |

| 13 квітня 1997 |

| Ліван    | 1–1    | Сінгапур    |
| -------- | ------ | ----------- |
| Нажа 49' | (Звіт) | Зайналь 88' |

| Бурж Хаммуд, Бейрут Глядачів: 12,000 Арбітр: Абдул Рахман Аль-Заїд (Саудівська Аравія) |

| 26 квітня 1997 |

| Сінгапур | 0–1    | Кувейт       |
| -------- | ------ | ------------ |
|          | (Звіт) | Ас-Сакер 29' |

| Національний стадіон, Сінгапур Глядачів: 13,000 Арбітр: Пак Хе Йон (Південна Корея) |

| 8 травня 1997 |

| Кувейт                        | 2–0    | Ліван |
| ----------------------------- | ------ | ----- |
| Аль-Гувайді 38' Аль-Ахмад 79' | (Звіт) |       |

| Ель-Кувейт Глядачів: 12,000 Арбітр: Алі Буджсаїм (ОАЕ) |

| 24 травня 1997 |

| Сінгапур                  | 1–2    | Ліван                 |
| ------------------------- | ------ | --------------------- |
| Чуань Тань Тен 58' (пен.) | (Звіт) | Шехаб 35' Мелікян 80' |

| Національний стадіон, Сінгапур Глядачів: 14,455 Арбітр: Піром Ун-Прасерт (Таїланд) |

| 5 червня 1997 |

| Кувейт                                               | 4–0    | Сінгапур |
| ---------------------------------------------------- | ------ | -------- |
| Вабран 28' Аль-Ахмад 35' Аль-Гувайді 43' Абдулла 78' | (Звіт) |          |

| Ель-Кувейт Глядачів: 13,000 Арбітр: Сулеман Або Алло (Сирія) |

| 22 червня 1997 |

| Ліван     | 1–3    | Кувейт                      |
| --------- | ------ | --------------------------- |
| Шехаб 29' | (Звіт) | Отаїбі 7' Ас-Салех 32', 74' |

| Бурж Хаммуд, Бейрут Глядачів: 2,500 Арбітр: Масайосі Окада (Японія) |

### Група 8
| Поз | Команда      | І | В | Н | П | ГЗ | ГП | РГ  | О  | Кваліфікація |
| --- | ------------ | - | - | - | - | -- | -- | --- | -- | ------------ |
| 1   | КНР          | 6 | 5 | 1 | 0 | 13 | 2  | +11 | 16 |              |
| 2   | Таджикистан  | 6 | 4 | 1 | 1 | 15 | 2  | +13 | 13 |              |
| 3   | Туркменістан | 6 | 2 | 0 | 4 | 8  | 13 | −5  | 6  |              |
| 4   | В'єтнам      | 6 | 0 | 0 | 6 | 2  | 21 | −19 | 0  |              |

| 4 травня 1997 |

| Таджикистан                               | 4–0    | В'єтнам |
| ----------------------------------------- | ------ | ------- |
| Алідодов 8' Мумінов 15' Джаборов 50', 84' | (Звіт) |         |

| Памір, Душанбе Глядачів: 18,000 Арбітр: Олександр Кулаков (Казахстан) |

| 4 травня 1997 |

| Туркменістан | 1–4    | КНР                                       |
| ------------ | ------ | ----------------------------------------- |
| Мередов 90'  | (Звіт) | Пен Вейго 26', 39' Гао Фен 78' Лі Бін 80' |

| Ашгабат Глядачів: 3,000 Арбітр: Саїд Абдулла Ібрагім (ОАЕ) |

| 11 травня 1997 |

| Таджикистан | 0–1    | КНР            |
| ----------- | ------ | -------------- |
|             | (Звіт) | Хао Хайдун 65' |

| Памір, Душанбе Глядачів: 19,000 Арбітр: Масуд Каабі (Іран) |

| 11 травня 1997 |

| Туркменістан          | 2–1    | В'єтнам            |
| --------------------- | ------ | ------------------ |
| Агабаєв 39' Гулян 53' | (Звіт) | Нгуєн Кон Вінь 71' |

| Ашгабат Глядачів: 2,500 Арбітр: Г'яну Шреста (Непал) |

| 25 травня 1997 |

| В'єтнам          | 1–3    | КНР                                     |
| ---------------- | ------ | --------------------------------------- |
| Ле Хюїнь Дик 38' | (Звіт) | Лі Бін 23' Фань Чжиї 32' Хао Хайдун 44' |

| Хошимін Глядачів: 23,000 Арбітр: Руссамі Джіндамай (Таїланд) |

| 25 травня 1997 |

| Туркменістан | 1–2    | Таджикистан     |
| ------------ | ------ | --------------- |
| Ткавадзе 18' | (Звіт) | Князєв 41', 49' |

| Ашгабат Глядачів: 3,000 Арбітр: Інаят Улла Хан (Індія) |

| 1 червня 1997 |

| КНР            | 1–0    | Туркменістан |
| -------------- | ------ | ------------ |
| Лі Цзіньюй 81' | (Звіт) |              |

| Пекін Глядачів: 20,000 Арбітр: Йосімі Огава (Японія) |

| 1 червня 1997 |

| В'єтнам | 0–4    | Таджикистан                                        |
| ------- | ------ | -------------------------------------------------- |
|         | (Звіт) | Мумінов 5' Алідодов 24' Аваков 67' Ахурмамадов 75' |

| Хошимін Глядачів: 10,000 Арбітр: Нгадіман Асрі (Індонезія) |

| 8 червня 1997 |

| КНР | 0–0    | Таджикистан |
| --- | ------ | ----------- |
|     | (Звіт) |             |

| Пекін Глядачів: 21,000 Арбітр: Абдул Худейр Абдул Хуссейн (Ірак) |

| 8 червня 1997 |

| В'єтнам | 0–4    | Туркменістан                   |
| ------- | ------ | ------------------------------ |
|         | (Звіт) | Агаєв 16', 57', 63' Брошин 20' |

| Хошимін Глядачів: 5,000 Арбітр: К'яв У К'яв (М'янма) |

| 22 червня 1997 |

| КНР                                                       | 4–0    | В'єтнам |
| --------------------------------------------------------- | ------ | ------- |
| Фань Чжиї 7' Хао Хайдун 45' Ма Міньюй 65' Су Маочжень 70' | (Звіт) |         |

| Пекін Глядачів: 15,000 Арбітр: Ян Сук Джин (Північна Корея) |

| 22 червня 1997 |

| Таджикистан                                  | 5–0    | Туркменістан |
| -------------------------------------------- | ------ | ------------ |
| Аваков 4', 26', 34' Джаборов 14' Мумінов 88' | (Звіт) |              |

| Памір, Душанбе Глядачів: 7,000 Арбітр: Наїл Лутфуллін (Узбекистан) |

### Група 9
| Поз | Команда   | І | В | Н | П | ГЗ | ГП | РГ  | О  | Кваліфікація |
| --- | --------- | - | - | - | - | -- | -- | --- | -- | ------------ |
| 1   | Казахстан | 4 | 4 | 0 | 0 | 15 | 2  | +13 | 12 |              |
| 2   | Ірак      | 4 | 2 | 0 | 2 | 14 | 8  | +6  | 6  |              |
| 3   | Пакистан  | 4 | 0 | 0 | 4 | 3  | 22 | −19 | 0  |              |

| 11 травня 1997 |

| Казахстан                         | 3–0    | Пакистан |
| --------------------------------- | ------ | -------- |
| Есмагамбетов 2', 62' Яблочкін 49' | (Звіт) |          |

| Центральний стадіон, Алмати Глядачів: 12,000 Арбітр: Аллаберген Сапаєв (Туркменістан) |

| 23 травня 1997 |

| Пакистан          | 2–6    | Ірак                                              |
| ----------------- | ------ | ------------------------------------------------- |
| Умер 8' Рафік 53' | (Звіт) | Фавзі 1', 62' Чатір 35', 61' Хуссейн 52' Раді 70' |

| Лахор Глядачів: 12,000 Арбітр: Суніл Сенавіра (Шрі-Ланка) |

| 6 червня 1997 |

| Ірак     | 1–2    | Казахстан              |
| -------- | ------ | ---------------------- |
| Садун 2' | (Звіт) | Клішин 41' Логінов 48' |

| Аш-Шааб, Багдад Глядачів: 20,000 Арбітр: Вей Цзіонг (Китай) |

| 11 червня 1997 |

| Пакистан | 0–7    | Казахстан                                                                 |
| -------- | ------ | ------------------------------------------------------------------------- |
|          | (Звіт) | Есмагамбетов 28' Клішин 32' Логінов 36' Мазбаєв 53' Зубарєв 64', 68', 72' |

| Лахор Глядачів: 3,500 Арбітр: Аббас Аль-Дашті Есса (Кувейт) |

| 20 червня 1997 |

| Ірак                                           | 6–1    | Пакистан |
| ---------------------------------------------- | ------ | -------- |
| Хуссейн 11', 26' Фавзі 69', 76' Аббас 71', 89' | (Звіт) | Умер 58' |

| Аш-Шааб, Багдад Арбітр: Аммар Аммар (Ліван) |

| 29 червня 1997 |

| Казахстан                             | 3–1    | Ірак        |
| ------------------------------------- | ------ | ----------- |
| Мазбаєв 4' Логінов 36' Садун 56' (аг) | (Звіт) | Абдулла 56' |

| Центральний стадіон, Алмати Глядачів: 12,000 Арбітр: Джиндамай Руссамі (Таїланд) |

### Група 10
| Поз | Команда   | І | В | Н | П | ГЗ | ГП | РГ  | О | Кваліфікація |
| --- | --------- | - | - | - | - | -- | -- | --- | - | ------------ |
| 1   | Катар     | 3 | 3 | 0 | 0 | 14 | 0  | +14 | 9 |              |
| 2   | Шрі-Ланка | 3 | 1 | 1 | 1 | 4  | 4  | 0   | 4 |              |
| 3   | Індія     | 3 | 1 | 1 | 1 | 3  | 7  | −4  | 4 |              |
| 4   | Філіппіни | 3 | 0 | 0 | 3 | 0  | 10 | −10 | 0 |              |

| 20 вересня 1996 |

| Катар                            | 3–0    | Шрі-Ланка |
| -------------------------------- | ------ | --------- |
| Суфі 35' Аль-Еназі 51' Фазлі 81' | (Звіт) |           |

| Халіфа, Доха Глядачів: 1,000 Арбітр: Курманбек Ордабаєв (Казахстан) |

| 21 вересня 1996 |

| Індія                   | 2–0    | Філіппіни |
| ----------------------- | ------ | --------- |
| Віжаян 81' Кутіньйо 85' | (Звіт) |           |

| Халіфа, Доха Глядачів: 700 Арбітр: Омар Алі Аль-Шугаїр (Саудівська Аравія) |

| 23 вересня 1996 |

| Катар                                               | 5–0    | Філіппіни |
| --------------------------------------------------- | ------ | --------- |
| Аль-Еназі 19', 41' Суфі 29' Аль-Нубі 30' Джалуф 38' | (Звіт) |           |

| Халіфа, Доха Глядачів: 800 Арбітр: Мухаммад Сахіб (Ірак) |

| 24 вересня 1996 |

| Шрі-Ланка  | 1–1    | Індія      |
| ---------- | ------ | ---------- |
| Сільва 14' | (Звіт) | Чапмен 39' |

| Халіфа, Доха Глядачів: 400 Арбітр: Аммар Аммар (Ліван) |

| 26 вересня 1996 |

| Філіппіни | 0–3    | Шрі-Ланка                     |
| --------- | ------ | ----------------------------- |
|           | (Звіт) | Стейнволл 28' Перера 55', 80' |

| Халіфа, Доха Глядачів: 200 Арбітр: Курманбек Ордабаєв (Казахстан) |

| 27 вересня 1996 |

| Катар                                                          | 6–0    | Індія |
| -------------------------------------------------------------- | ------ | ----- |
| Аль-Еназі 27', 40' Аль-Куварі 42' Майоф 47' Суфі 52' Fazli 61' | (Звіт) |       |

| Халіфа, Доха Глядачів: 3,000 Арбітр: Омар Алі Аль-Шугаїр (Саудівська Аравія) |

## Фінальний раунд
| Легенда | Легенда                            |
| ------- | ---------------------------------- |
|         | Переможці груп виходили до ЧС-1998 |
|         | Другі місця виходили до Плей-оф    |

### Група A
| Поз | Команда           | І | В | Н | П | ГЗ | ГП | РГ | О  | Кваліфікація |
| --- | ----------------- | - | - | - | - | -- | -- | -- | -- | ------------ |
| 1   | Саудівська Аравія | 8 | 4 | 2 | 2 | 8  | 6  | +2 | 14 |              |
| 2   | Іран              | 8 | 3 | 3 | 2 | 13 | 8  | +5 | 12 |              |
| 3   | КНР               | 8 | 3 | 2 | 3 | 11 | 14 | −3 | 11 |              |
| 4   | Катар             | 8 | 3 | 1 | 4 | 7  | 10 | −3 | 10 |              |
| 5   | Кувейт            | 8 | 2 | 2 | 4 | 7  | 8  | −1 | 8  |              |

| 13 вересня 1997 16:15 UTC+8 |

| КНР                             | 2–4    | Іран                                            |
| ------------------------------- | ------ | ----------------------------------------------- |
| Фань Чжиї 44' (пен.) Лі Мін 54' | (Звіт) | Багері 61' (пен.) Магдавікія 67', 73' Роста 86' |

| Цзіньчжоу, Далянь Глядачів: 31,000 Арбітр: Пак Хе Йон (Південна Корея) |

| 14 вересня 1997 20:30 |

| Саудівська Аравія               | 2–1    | Кувейт      |
| ------------------------------- | ------ | ----------- |
| Аль-Мехаллель 43' Ат-Тунаян 55' | (Звіт) | Абдулла 18' |

| імені Короля Фахда, Ер-Ріяд Глядачів: 21,500 Арбітр: Алі Буджсаїм (ОАЕ) |

| 19 вересня 1997 18:00 |

| Іран       | 1–1    | Саудівська Аравія |
| ---------- | ------ | ----------------- |
| Багері 64' | (Звіт) | Суваєд 32'        |

| Азаді, Тегеран Глядачів: 120,000 Арбітр: Масайосі Окада (Японія) |

| 19 вересня 1997 18:30 |

| Катар | 0–2    | Кувейт                         |
| ----- | ------ | ------------------------------ |
|       | (Звіт) | Аль-Гувайді 16' Абдуллазіз 88' |

| Яссім бін Хамад, Доха Глядачів: 10,000 Арбітр: Джамаль Аш-Шаріф (Сирія) |

| 26 вересня 1997 18:15 |

| Катар           | 1–1    | КНР            |
| --------------- | ------ | -------------- |
| Насір Хамес 10' | (Звіт) | Хао Хайдун 67' |

| Яссім бін Хамад, Доха Глядачів: 9,000 Арбітр: Махмуд Нурілддін (Ірак) |

| 26 вересня 1997 19:15 |

| Кувейт          | 1–1    | Іран       |
| --------------- | ------ | ---------- |
| Аль-Гувайді 20' | (Звіт) | Багері 90' |

| Ель-Кувейт Глядачів: 25,000 Арбітр: Джимдамай Руссамі (Таїланд) |

| 3 жовтня 1997 16:15 |

| КНР             | 1–0    | Саудівська Аравія |
| --------------- | ------ | ----------------- |
| Чжан Еньхуа 69' | (Звіт) |                   |

| Цзіньчжоу, Далянь Глядачів: 30,000 Арбітр: Піром Ун-Прасерт (Таїланд) |

| 3 жовтня 1997 17:00 |

| Іран                     | 3–0    | Катар |
| ------------------------ | ------ | ----- |
| Даеї 31' Багері 42', 56' | (Звіт) |       |

| Азаді, Тегеран Глядачів: 70,000 Арбітр: Сіді Магасса (Малі) |

| 10 жовтня 1997 19:00 |

| Кувейт          | 1–2    | КНР                       |
| --------------- | ------ | ------------------------- |
| Аль-Гувайді 24' | (Звіт) | Хао Хайдун 3' Гао Фен 89' |

| Ель-Кувейт Глядачів: 25,000 Арбітр: Едді Ленні (Австралія) |

| 11 жовтня 1997 |

| Саудівська Аравія | 1–0    | Катар |
| ----------------- | ------ | ----- |
| Аль-Мехаллель 66' | (Звіт) |       |

| імені Короля Фахда, Ер-Ріяд Глядачів: 15,000 Арбітр: Джамаль Аль-Гандур (Єгипет) |

| 17 жовтня 1997 |

| Кувейт                     | 2–1    | Саудівська Аравія |
| -------------------------- | ------ | ----------------- |
| Абдуллазіз 48' Мубарак 67' | (Звіт) | Аль-Муваллід 31'  |

| Ель-Кувейт Глядачів: 15,000 Арбітр: Саїд Белькола (Марокко) |

| 17 жовтня 1997 |

| Іран                                          | 4–1    | КНР            |
| --------------------------------------------- | ------ | -------------- |
| Мансурян 2' Роста 44' Багері 69' Алі Даеї 73' | (Звіт) | Мао Їцзюнь 87' |

| Азаді, Тегеран Глядачів: 100,000 Арбітр: Ахмад Набіль Аяд (Ліван) |

| 24 жовтня 1997 |

| Саудівська Аравія | 1–0    | Іран |
| ----------------- | ------ | ---- |
| Аль-Муваллід 88'  | (Звіт) |      |

| імені Короля Фахда, Ер-Ріяд Глядачів: 55,000 Арбітр: Артуро Брісіо Картер (Мексика) |

| 24 жовтня 1997 |

| Кувейт | 0–1    | Катар        |
| ------ | ------ | ------------ |
|        | (Звіт) | Аль-Нубі 10' |

| Ель-Кувейт Глядачів: 18,000 Арбітр: Назрі Абдулла Мохамед (Малайзія) |

| 31 жовтня 1997 |

| КНР                       | 2–3    | Катар                                      |
| ------------------------- | ------ | ------------------------------------------ |
| Гао Фен 19' Фань Чжиї 80' | (Звіт) | Аль-Наємі 44' Аль-Еназі 54' Аль-Куварі 60' |

| Цзіньчжоу, Далянь Глядачів: 35,000 Арбітр: Сантан Нагалінгам (Сінгапур) |

| 31 жовтня 1997 |

| Іран | 0–0    | Кувейт |
| ---- | ------ | ------ |
|      | (Звіт) |        |

| Азаді, Тегеран Глядачів: 100,000 Арбітр: Піром Ун-Прасерт (Таїланд) |

| 6 листопада 1997 |

| Саудівська Аравія | 1–1    | КНР            |
| ----------------- | ------ | -------------- |
| Аль-Муваллід 4'   | (Звіт) | Хао Хайдун 10' |

| імені Короля Фахда, Ер-Ріяд Глядачів: 70,000 Арбітр: Девід Еллерей (Англія) |

| 7 листопада 1997 |

| Катар              | 2–0    | Іран |
| ------------------ | ------ | ---- |
| Аль-Еназі 38', 81' | (Звіт) |      |

| Яссім бін Хамад, Доха Глядачів: 20,000 Арбітр: Орасіо Елісондо (Аргентина) |

| 12 листопада 1997 |

| КНР           | 1–0    | Кувейт |
| ------------- | ------ | ------ |
| Ма Міньюй 32' | (Звіт) |        |

| Цзіньчжоу, Далянь Арбітр: Артуро Анджелес (США) |

| 12 листопада 1997 |

| Катар | 0–1    | Саудівська Аравія |
| ----- | ------ | ----------------- |
|       | (Звіт) | Суваєд 61'        |

| Яссім бін Хамад, Доха Арбітр: Кім Мільтон Нільсен (Данія) |

### Група B
| Поз | Команда        | І | В | Н | П | ГЗ | ГП | РГ  | О  | Кваліфікація |
| --- | -------------- | - | - | - | - | -- | -- | --- | -- | ------------ |
| 1   | Південна Корея | 8 | 6 | 1 | 1 | 19 | 7  | +12 | 19 |              |
| 2   | Японія         | 8 | 3 | 4 | 1 | 17 | 9  | +8  | 13 |              |
| 3   | ОАЕ            | 8 | 2 | 3 | 3 | 9  | 12 | −3  | 9  |              |
| 4   | Узбекистан     | 8 | 1 | 3 | 4 | 13 | 18 | −5  | 6  |              |
| 5   | Казахстан      | 8 | 1 | 3 | 4 | 7  | 19 | −12 | 6  |              |

| 6 вересня 1997 19:00 UTC+9 |

| Південна Корея            | 3–0      | Казахстан |
| ------------------------- | -------- | --------- |
| Чхве Йон Су 24', 67', 74' | Протокол |           |

| Олімпійський стадіон, Сеул Глядачів: 41,219 Арбітр: Сантан Нагалінгам (Сінгапур) |

| 7 вересня 1997 19:00 UTC+9 |

| Японія                                             | 6–3      | Узбекистан                          |
| -------------------------------------------------- | -------- | ----------------------------------- |
| Міура 4' (пен.), 40', 64', 80' Наката 40' Дзьо 44' | Протокол | Шацьких 56', 77' Федоров 69' (пен.) |

| Національний стадіон, Токіо Глядачів: 54,328 Арбітр: Абдул Рахман Аль-Заїд (Саудівська Аравія) |

| 12 вересня 1997 |

| Південна Корея                | 2–1      | Узбекистан  |
| ----------------------------- | -------- | ----------- |
| Чхве Йон Су 15' Лі Сан Юн 87' | Протокол | Шацьких 74' |

| Олімпійський стадіон, Сеул Глядачів: 70,000 Арбітр: Вей Цзіхон (Китай) |

| 12 вересня 1997 |

| ОАЕ                                            | 4–0      | Казахстан |
| ---------------------------------------------- | -------- | --------- |
| Алі 20' Обаїд 48' Зугаїр Бахіт 75' Мубарак 85' | Протокол |           |

| Шейх Заєд, Абу-Дабі Глядачів: 15,000 Арбітр: Піром Ун-Прасерт (Таїланд) |

| 19 вересня 1997 |

| ОАЕ | 0–0      | Японія |
| --- | -------- | ------ |
|     | Протокол |        |

| Шейх Заєд , Абу-Дабі Глядачів: 40,000 Арбітр: Назрі Абдулла Мохамед (Малайзія) |

| 20 вересня 1997 |

| Казахстан   | 1–1      | Узбекистан  |
| ----------- | -------- | ----------- |
| Балтієв 84' | Протокол | Шацьких 85' |

| Центральний стадіон, Алмати Глядачів: 12,000 Арбітр: Ахмад Набіл Аяд (Ліван) |

| 27 вересня 1997 |

| Узбекистан             | 2–3      | ОАЕ                                                |
| ---------------------- | -------- | -------------------------------------------------- |
| Ширшов 10' Бозоров 90' | Протокол | Зугаїр Бахіт 51' Алабадла 60' Аднан ат-Тальяні 85' |

| Пахтакор, Ташкент Глядачів: 50,000 Арбітр: Джаляль Мораді (Іран) |

| 28 вересня 1997 |

| Японія      | 1–2      | Південна Корея                 |
| ----------- | -------- | ------------------------------ |
| Ямагуті 67' | Протокол | Со Джон Вон 83' Лі Мін Сон 86' |

| Національний стадіон, Токіо Глядачів: 56,704 Арбітр: Саад Каміль Аль-Фадлі (Кувейт) |

| 4 жовтня 1997 |

| Південна Корея                             | 3–0      | ОАЕ |
| ------------------------------------------ | -------- | --- |
| Ха Сок Чу 8' Ю Сан Чхоль 69' Лі Сан Юн 81' | Протокол |     |

| Олімпійський стадіон, Сеул Арбітр: Люсьєн Бушардо (Нігер) |

| 4 жовтня 1997 |

| Казахстан     | 1–1      | Японія    |
| ------------- | -------- | --------- |
| Зубарєв 90+2' | Протокол | Акіта 23' |

| Центральний стадіон, Алмати Глядачів: 10,000 Арбітр: Тадж Аддін Фарес (Сирія) |

| 11 жовтня 1997 |

| Узбекистан      | 1–1      | Японія    |
| --------------- | -------- | --------- |
| Камбаралієв 30' | Протокол | Лопес 89' |

| Пахтакор, Ташкент Глядачів: 54,000 Арбітр: Султан Муджаллі Аль-Аалак (Бахрейн) |

| 11 жовтня 1997 |

| Казахстан  | 1–1      | Південна Корея |
| ---------- | -------- | -------------- |
| Євтєєв 50' | Протокол | Чхве Йон Су 5' |

| Центральний стадіон, Алмати Глядачів: 15,000 Арбітр: Омар Абу Лом (Йорданія) |

| 18 жовтня 1997 |

| Узбекистан         | 1–5      | Південна Корея                                                     |
| ------------------ | -------- | ------------------------------------------------------------------ |
| Федоров 61' (пен.) | Протокол | Чхве Йон Су 19', 41' Ю Сан Чхоль 38' Ко Джон Ун 57' Кім До Хун 70' |

| Пахтакор, Ташкент Глядачів: 38,000 Арбітр: Абдул Худейр Абдул Хуссейн (Ірак) |

| 18 жовтня 1997 |

| Казахстан                         | 3–0      | ОАЕ |
| --------------------------------- | -------- | --- |
| Спаришев 55' Євтєєв 64' Юрист 75' | Протокол |     |

| Центральний стадіон, Алмати Глядачів: 18,000 Арбітр: Нік Ахмад Хаджі Якуб (Малайзія) |

| 25 жовтня 1997 |

| Узбекистан                               | 4–0      | Казахстан |
| ---------------------------------------- | -------- | --------- |
| Шквирін 19', 33' Федоров 44' Касимов 71' | Протокол |           |

| Пахтакор, Ташкент Глядачів: 25,000 Арбітр: Хассан Аль-Аджмі (Оман) |

| 26 жовтня 1997 |

| Японія   | 1–1      | ОАЕ         |
| -------- | -------- | ----------- |
| Лопес 4' | Протокол | Мубарак 37' |

| Національний стадіон, Токіо Глядачів: 56,000 Арбітр: Родріго Баділья (Коста-Рика) |

| 1 листопада 1997 |

| Південна Корея | 0–2      | Японія              |
| -------------- | -------- | ------------------- |
|                | Протокол | Нанамі 2' Лопес 37' |

| Олімпійський стадіон (Сеул), Сеул Глядачів: 75,000 Арбітр: Ессе Багармаст (США) |

| 2 листопада 1997 |

| ОАЕ | 0–0      | Узбекистан |
| --- | -------- | ---------- |
|     | Протокол |            |

| Шейх Заєд, Абу-Дабі Глядачів: 30,000 Арбітр: Халед Далу (Сирія) |

| 8 листопада 1997 |

| Японія                                                | 5–1      | Казахстан  |
| ----------------------------------------------------- | -------- | ---------- |
| Акіта 11' Наката 15' Накаяма 44' Іхара 66' Такаґі 88' | Протокол | Євтєєв 73' |

| Національний стадіон, Токіо Глядачів: 56,032 Арбітр: Маріо ван дер Енде (Нідерланди) |

| 9 листопада 1997 |

| ОАЕ              | 1–3      | Південна Корея                    |
| ---------------- | -------- | --------------------------------- |
| Зугаїр Бахіт 58' | Протокол | Лі Сан Юн 11' Кім До Хун 42', 67' |

| Шейх Заєд, Абу-Дабі Глядачів: 1,800 Арбітр: П'єро Чеккаріні (Італія) |

## Плей-оф
- Плей-оф складався з єдиної гри на нейтральному полі.
- Переможцем плей-оф стала збірна Японії, яка здобула перемогу у додатковий час завдяки правилу Золотого гола.

| 16 листопада 1997 21:00 UTC+8 |

| Іран               | 2–3       | Японія                          |
| ------------------ | --------- | ------------------------------- |
| Азізі 46' Даеї 58' | Протокол] | Накаяма 39' Дзьо 75' Окано 118' |

| Larkin Stadium, Джохор-Бару, Малайзія Глядачів: 22,000 Арбітр: Мануель Діас Вега (Іспанія) |

## Міжконтинентальний плей-оф
Плей-оф відбувався у форматі двоматчового протистояння, в якому збірна Ірану, що поступилася у раунді Плей-оф відбору АФК, боролася зі збірною Австралії, переможцем відбору конфедерації ОФК, за місце у фінальній частині світової першості. Ігри проходили 22 і 29 листопада 1997 року відповідно у Тегерані та Мельбурні. Завдяки правилу виїзного гола переможцем стала збірна Ірану, довівши представництво Азії на ЧС-1998 до чотирьої команд.
| Команда 1 | Заг.       | Команда 2 | 1-й матч | 2-й матч |
| --------- | ---------- | --------- | -------- | -------- |
| Іран      | (в.г.) 3–3 | Австралія | 1–1      | 2–2      |

## Учасники
У результаті кваліфікаційного раунду учасниками фінальної частини чемпіонату світу 1998 року від конфедерації АФК стали чотири команди:
| Команда           | Спосіб кваліфікації                  | Дата кваліфікація   | Попередні участі у чемпіонатах світу |
| ----------------- | ------------------------------------ | ------------------- | ------------------------------------ |
| Саудівська Аравія | Переможець Групи A Фінального раунду | 12 листопада 1997   | 1 (1994)                             |
| Південна Корея    | Переможець Групи B Фінального раунду | 8 жовтня 1997       | 4 (1954, 1986, 1990, 1994)           |
| Японія            | Переможець раунду Плей-оф            | 16 листопада 1997   | 0 (уперше)                           |
| Іран              | Переможець плей-оф АФК — ОФК         | 29 листопада 1997}} | 1 (1978)                             |

## Бомбардири
Загалом у 132 іграх відбору було забито 459 голів (у середньому 3,53 голи за гру).
19 голів
- Карім Багері

14 голів
- Міура Кадзуйосі

9 голів
- Алі Даеї
- Чхве Йон Су

8 голів
- Ходадад Азізі
- Мохаммед Салем Аль-Еназі
- Олег Шацьких

7 голів
- Такаґі Такуя
- Халед Аль-Муваллід

6 голів
- Хао Хайдун
- Саїд Баязід

5 голів
- Наката Хідетосі
- Джасем Аль-Гувайді
- Ібрагім Суваєд
- Омар Аль-Арікі

4 голи
- Фань Чжиї
- Мегді Магдавікія
- Алі Реза Мансурян
- Хуссам Фавзі
- Віктор Зубарєв
- Башар Абдулла
- Ніхад Аль-Буші
- Арсен Аваков
- Хаміс Саад Мубарак
- Равшан Бозоров
- Андрій Федоров
- Ігор Шквирін

3 голи
- Гао Фен
- Рочі Путірай
- Відодо Кайоно Путро
- Хамід Естілі
- Реза Шахруді
- Лаїт Хуссейн
- Акіта Ютака
- Вагнер Лопес
- Нанамі Хіросі
- Булат Есмагамбетов
- Володимир Логінов
- Павло Євтєєв
- Сергій Куцов
- Ахмед Хассан
- Махмуд Суфі
- Убейд Ад-Досарі
- Фахад Аль-Мехаллель
- Кім До Хун
- Лі Сан Юн
- Ю Сан Чхоль
- Надер Джухадар
- Халед Аль-Захер
- Шухрат Джаборов
- Тахірджон Мумінов
- Муслім Агаєв
- Зугаїр Бахіт

2 голи
- Мохаммед Джюел Рана
- Хок Сочетра
- Лі Бін
- Ма Міньюй
- Пен Вейго
- Ансьярі Лубіс
- Ронні Вабія
- Мердад Мінаванд
- Асгар Модір Роста
- Сахіб Аббас
- Катан Чатір
- Дзьо Сьодзі
- Морісіма Хіроакі
- Накаяма Масасі
- Нісідзава Акінорі
- Омура Норіо
- Джеріс Тадрус
- Олексій Клішин
- Нуркен Мазбаєв
- Фаваз Аль-Ахмад
- Хамед Ас-Салех
- Фархат Хайтбаєв
- Олександр Мерзлікін
- Абдулфаттах Шехаб
- Махфуд Султан Аль-Араїмі
- Саїд Шабан Аль-Бусаїді
- Мажді Шабан Самір
- Мохаммад Умер
- Замель Аль-Куварі
- Адель Хаміс Аль-Нубі
- Фазлі
- Чхве Мун Сік
- Ха Сок Чу
- Со Джон Вон
- Рошан Перера
- Ареф Аль-Ага
- Тарек Джаббан
- Умед Алідодов
- В'ячеслав Князєв
- Натіпонг Срітонг-Ін
- Аднан ат-Тальяні
- Адель Мохамед Абдулла
- Нумон Хасанов
- Сергій Лебедєв
- Шухрат Максудов
- Абдукаххор Маріфалієв
- Микола Ширшов

1 гол
- Халед Аль-Досері
- Хамід Дарвіш
- Файсал Азіз Рашед
- Махаммед Альфаз Ахмед
- Ахмед Імтіаз
- Лі Цзіньюй
- Лі Мін
- Мао Їцзюнь
- Су Маочжень
- Чжан Еньхуа
- Чжень Ґуйжень
- Хсю Темін
- Хуан Че-Мін
- Лінь Веньхань
- Ау Вайлунь
- Чен Сіньсю
- Лі Кіньву
- Карлтон Чапмен
- Бруно Кутіньйо
- Раман Віжаян
- Судірман
- Фархад Маджіді
- Алі Мусаві
- Хайдар Абдулла
- Ахмед Раді
- Садік Садун
- Хонда Ясуто
- Іхара Масамі
- Окано Масаюкі
- Сома Наокі
- Ямагуті Мотохіро
- Басам Аль-Хатіб
- Хассунех Аль-Шейх
- Руслан Балтієв
- Віталій Спаришев
- Валерій Яблочкін
- Дмитро Юрист
- Файсал Аль-Отаїбі
- Хані Ас-Сакер
- Джамаль Мубарак
- Абдулла Сайхан
- Володимир Чертков
- Сергій Іванов
- Олександр Корзанов
- Канат Сардаров
- Рафік Юсупов
- Бабкен Мелікян
- Ваель Нажа
- Че Чи Ман
- Чеан Чон Ман
- Хосе Марія да Круз Мартінс
- Ідріс Абдул Карім
- Азман Аднан
- Ахмад Че Замбіл
- Росді Сулонг
- Зайнал Абідін Хассан
- Депак Аматья
- Харі Хадка
- Мохамед Таїб Абдул Нор
- Фарід Аль-Масорі
- Набіль Мубар Ас-Сіябі
- Захір Рафік
- Даї Саад Аль-Наємі
- Абдул Джалуф
- Насір Хамес
- Валід Бахіт Майоф
- Абдулазіз Ад-Досарі
- Абдулла Ад-Досарі
- Самі аль-Джабер
- Халід Ат-Темаві
- Юсуф Ат-Тунаян
- Хаміс Аль-Захрані
- Чуань Тань Тен
- Зулькарнан Зайналь
- Ко Джон Ун
- Лі Мін Сон
- Пак Кон Ха
- Ро Сан Ре
- Антон Сільва
- Хамінда Стейнволл
- Редван Абраш
- Алі Шейх Діб
- Абдель Кадер Ріфай
- Аммар Ріхаві
- Башар Срур
- Лоай Талеб
- Аліер Ахурмамадов
- Дусіт Чалермсан
- Кріссада П'яндіт
- П'японг П'є-оун
- Реджеб Агабаєв
- Валерій Брошин
- Валерій Гулян
- Джумадурди Мередов
- Георгій Ткавадзе
- Бахіт Алабадла
- Голям Алі
- Хассан Мубарак
- Мохамед Обаїд Аль-Захірі
- Ахмед Саїд
- Жафар Ірісметов
- Бахтіор Камбаралієв
- Мірджалол Касимов
- Ле Хюїнь Дик
- Нгуєн Кон Вінь
- Абдул Рахман Абдулла
- Джеєб Башафаль
- Есам Дарібан
- Муніф Шаєф Номан
- Мохаммед Зугаїр

1 автогол
- Садік Саадун (у грі проти Казахстану)
- Раджу Каджі Шак'я (у грі проти Оману)